# جون فريك
جون فريك (بالإنجليزية: John Fricke)‏ هو كاتب أمريكي، ولد في 30 نوفمبر 1950.

## وصلات خارجية
- جون فريك على موقع IMDb (الإنجليزية)
- جون فريك على موقع ميوزك برينز (الإنجليزية)
- جون فريك على موقع قاعدة بيانات الفيلم (الإنجليزية)